# Кугультинский сельсовет
Кугульти́нский сельсове́т — упразднённое сельское поселение в составе Грачёвского района Ставропольского края Российской Федерации.

## География
Находится в северной части Грачёвского района.

## История
С 16 марта 2020 года, в соответствии с Законом Ставропольского края от 31 января 2020 г. № 6-кз, все муниципальные образования Грачёвского муниципального района были преобразованы путём их объединения в единое муниципальное образование Грачёвский муниципальный округ.

## Население
| 1989  | 2002  | 2010  | 2011  | 2012  | 2013  | 2014  |
| ----- | ----- | ----- | ----- | ----- | ----- | ----- |
| 5775  | ↗6420 | ↗6465 | ↘6459 | ↗6505 | ↗6567 | ↗6650 |
| 2015  | 2016  | 2017  | 2018  | 2019  | 2020  |       |
| ↘6600 | ↗6657 | ↗6760 | ↗6787 | ↘6769 | ↘6695 |       |

### Национальный состав
По итогам переписи населения 2010 года проживали следующие национальности (национальности менее 1 %, см. в сноске к строке "Другие"):
| Национальность | Численность | Процент |
| -------------- | ----------- | ------- |
| Русские        | 5149        | 79,64   |
| Армяне         | 579         | 8,96    |
| Цыгане         | 153         | 2,37    |
| Даргинцы       | 139         | 2,15    |
| Чеченцы        | 107         | 1,66    |
| Осетины        | 67          | 1,04    |
| Другие         | 271         | 4,19    |
| Итого          | 6465        | 100,00  |

## Состав сельского поселения
| № | Населённый пункт | Тип населённого пункта       | Население |
| - | ---------------- | ---------------------------- | --------- |
| 1 | Верхняя Кугульта | посёлок                      | ↗900      |
| 2 | Кугульта         | село, административный центр | ↗6165     |

## Местное самоуправление
- Совет депутатов сельского поселения Кугультинский сельсовет, состоит из 13 депутатов, избираемых на муниципальных выборах по одномандатным избирательным округам сроком на 5 лет
- Администрация сельского поселения Кугультинский сельсовет

Председатели совета депутатов
- Селюков Геннадий Васильевич

Главы администрации
- c 8 октября 2006 года — Селюков Геннадий Васильевич, глава поселения
- с 14 апреля 2017 года — Кулиш Александр Валентинович, глава муниципального образования Кугультинского сельсовета Грачёвского района Ставропольского края.

## Инфраструктура
- Два культурно-досуговых центра
- Ставропольская государственная сортоиспытательная станция — Филиал
- Сбербанк, Доп.офис № 1859/06008
- Краеведческий музей[19]. Открыт в мае 1989 года. В 1988 году член Союза художников СССР М. П. Толстиков преподнес в дар родному селу 50 своих картин. Они составили целую галерею

## Образование
- Детский сад № 3
- Детский сад № 8
- Средняя общеобразовательная школа № 3
- Средняя общеобразовательная школа № 9

## Экономика
- Кирпичный завод «Азимут»
- Маслосырзавод «Кугультинский»
- Частное перерабатывающее предприятие «Ульяна»
- 8 магазинов
- Швейная мастерская
- Кафе
- Парикмахерская

## Русская православная церковь

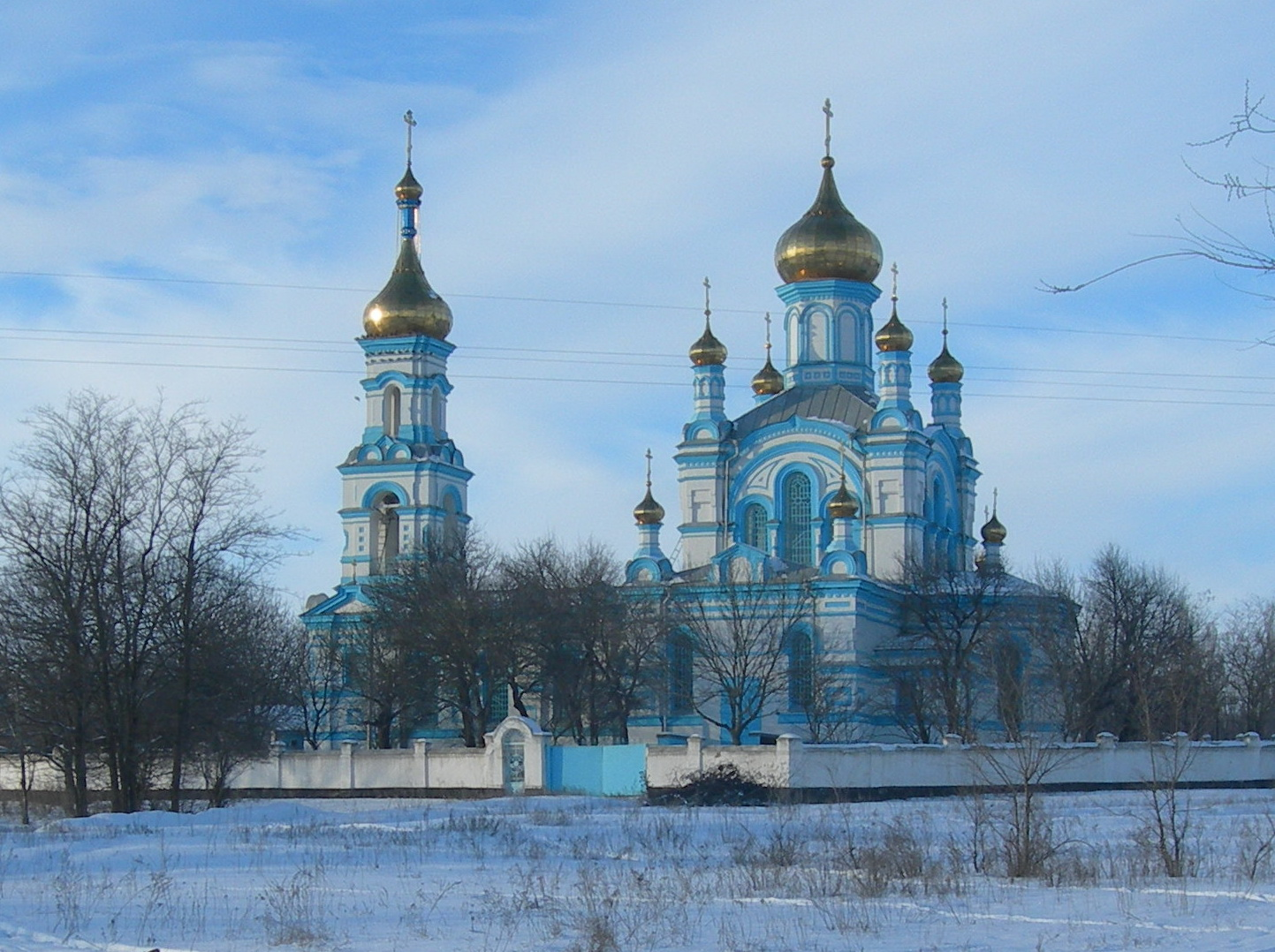
Храм Св. Николая

До революции в Кугульте было три церкви, две из них — Казанская (1839 год) и Крестовоздвиженская (1880 год) были разрушены в годы советской власти.
- Храм Святителя Николая

## Спорт
- Футбольная команда «Звезда». Чемпион Ставропольского края по футболу 2003 года[20]

## Памятники
- Братская могила партизан, погибших в годы гражданской войны. 1918—1920,1927 ГГ.[21]
- Памятник воинам-партизанам, погибшим в боях с белогвардейцами в 1918 году 1925—1928 года[22]
- Памятник В. И. Ленину. 1936 год[23]
- Памятник героям гражданской войны. 1957 год[24]
- Памятник герою гражданской войны Шпаку Ф. Г., погибшему в июне 1918 г., под городом Ставрополем. 1957 год[25]
- Обелиск на месте казни губернского комиссара Петрова. 1960 год[26]
- Памятник губернскому комиссару Петрову. 1969 год[27]

## Достопримечательности
- Кугультинский сельский музей

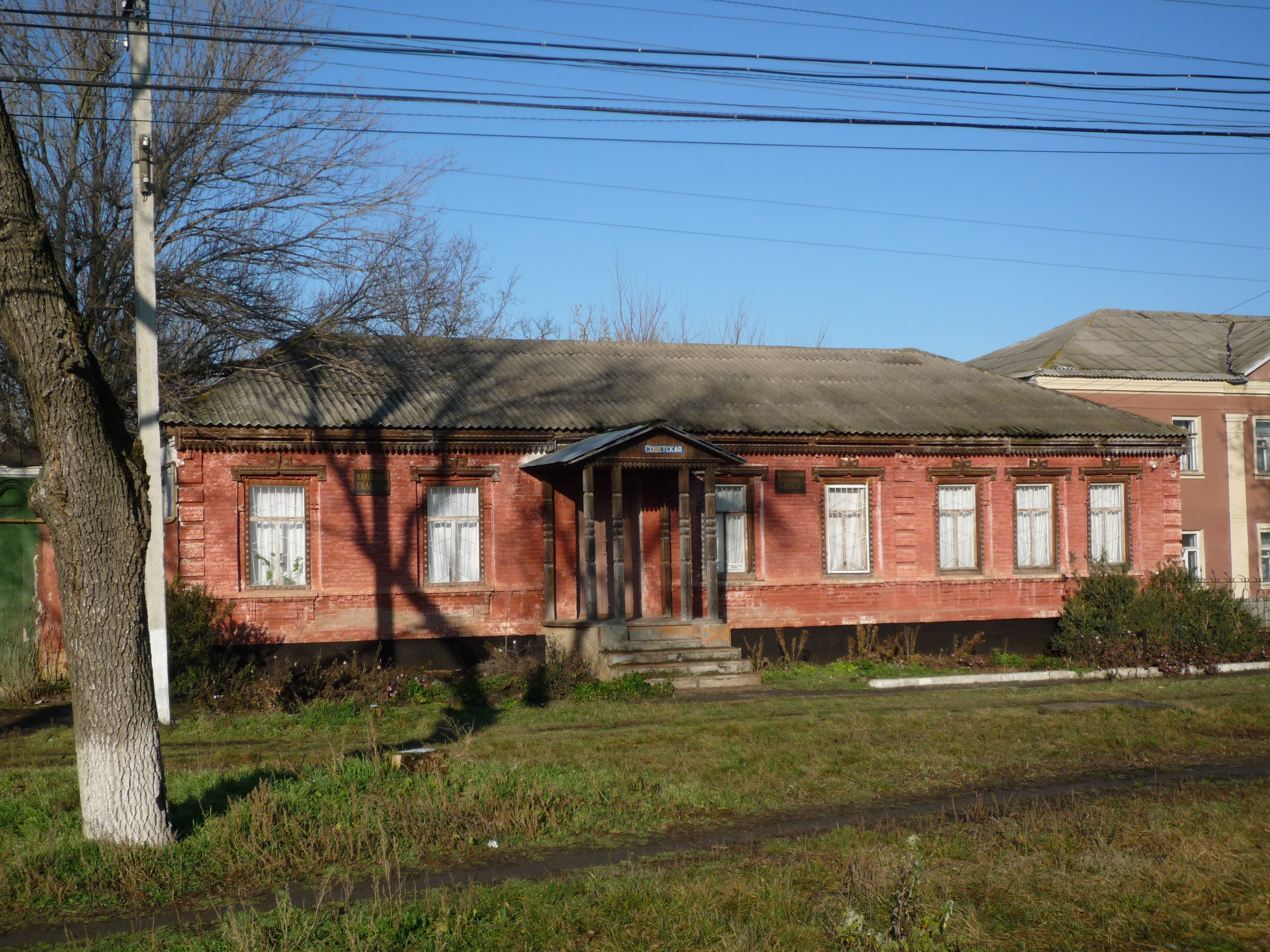
Кугультинский сельский музей

- Кугультинский кирпичный завод (ныне ЗАО «Азимут»)